# Воробьёв, Анатолий Михайлович
Анатолий Михайлович Воробьёв (бел. Анатоль Міхайлавіч Вараб’ёў; род. 10 января 1942, Люшнево, Барановичская область) — советский и белорусский балетмейстер, режиссёр. Народный артист Белорусской ССР (1987). Почётный гражданин города Бреста (2018).

## Биография
Родился 10 января 1942 года в деревне Люшнево, Брестская область. Отец — Михаил Иванович был «простым работягой».

Сам разработал технологии возделывания кож, чтобы кожа была тонкой, красивой. Это был его дополнительный заработок. В его кожаных куртках ходило все начальство Барановичей. И я носил его дубленку, кожаное пальто, кожаные куртки, в те времена это было очень престижно.— сказал Анатолий Михайлович в одном из своих интервью
В 12 лет поехал в столицу, чтобы принять участие в участие в конкурсе молодых артистов, который был организован при участии Государственного ансамбля танца Белорусской ССР. На тот момент ансамбль не принимал молодых артистов без спецёиального хореографического образования. Однако юный Анатолий Воробьев вошёл в двадцатку лучших из 600 претендентов. Это и определило его дальнейшую судьбу. Впоследствии сумел поступить в танцевальную группу народного хора Белоруссии под управлением Народного артиста СССР Геннадия Ивановича Цитовича. В группе Воробьёв проработал пять лет. Работал в различных творческих коллективах, артистом Государственного ансамбля танца Кубани. В Барановичах получил предложение создать танцевальный коллектив. Таким образом в Банаровичах появился новый ансамбль танца «Юность».
Первым высоким достижением в карьере Анатолия Воробьёва стал большой концерт в Кремлёвском дворце съездов, посвященный 50-летию Октябрьской революции. В 1977 году в Кремлёвском дворце съездов Анатолий Воробьёв представил свою композицию «Симфония мужества», а спустя 20 лет — масштабную постановку «Праздник на Полесье», где участвовало более ста танцоров из различных коллективов Белоруссии.
Вместе с Игорем Моисеевым принимал участие во Всемирном фестивале молодёжи в Москве.
С 1967 — руководитель Брестского народного ансамбля «Радость». Коллектив «Радость» стал первым самодельным коллективом, который в 1969 году посетил Францию. За свою историю заслуженный коллектив Белоруссии посетил более чем 30 стран.
С 1984 по 1986 учился в Высшей профсоюзной школе Всероссийского Центрального совета профессиональных союзов в Ленинграде.

## Награды и почётные звания
- Лауреат премии Ленинского комсомола Белорусской ССР;
- Орден Дружбы народов;
- Орден Франциска Скорины (2002);
- Народный артист Белорусской ССР (1987);
- Заслуженный деятель искусств Белорусской ССР.
- 27 апреля 2012 за многолетний добросовестный труд, высокий профессионализм и большой личный вклад в развитие культуры города Бреста Анатолию Михайловичу Воробьеву присвоено звание «Почетный гражданин города Бреста»[4].

## Личная жизнь
Женат на Марии Игнатьевне. До свадьбы влюбленные два года встречались. Мария родом из многодетной семьи, десятый ребёнок. После свадьбы молодоженам выделили двухкомнатную квартиру в Барановичах.